# Incertella ovalis
Incertella ovalis är en tvåvingeart som först beskrevs av Adams 1905.  Incertella ovalis ingår i släktet Incertella och familjen fritflugor. Inga underarter finns listade i Catalogue of Life.